# Irmgard Keun

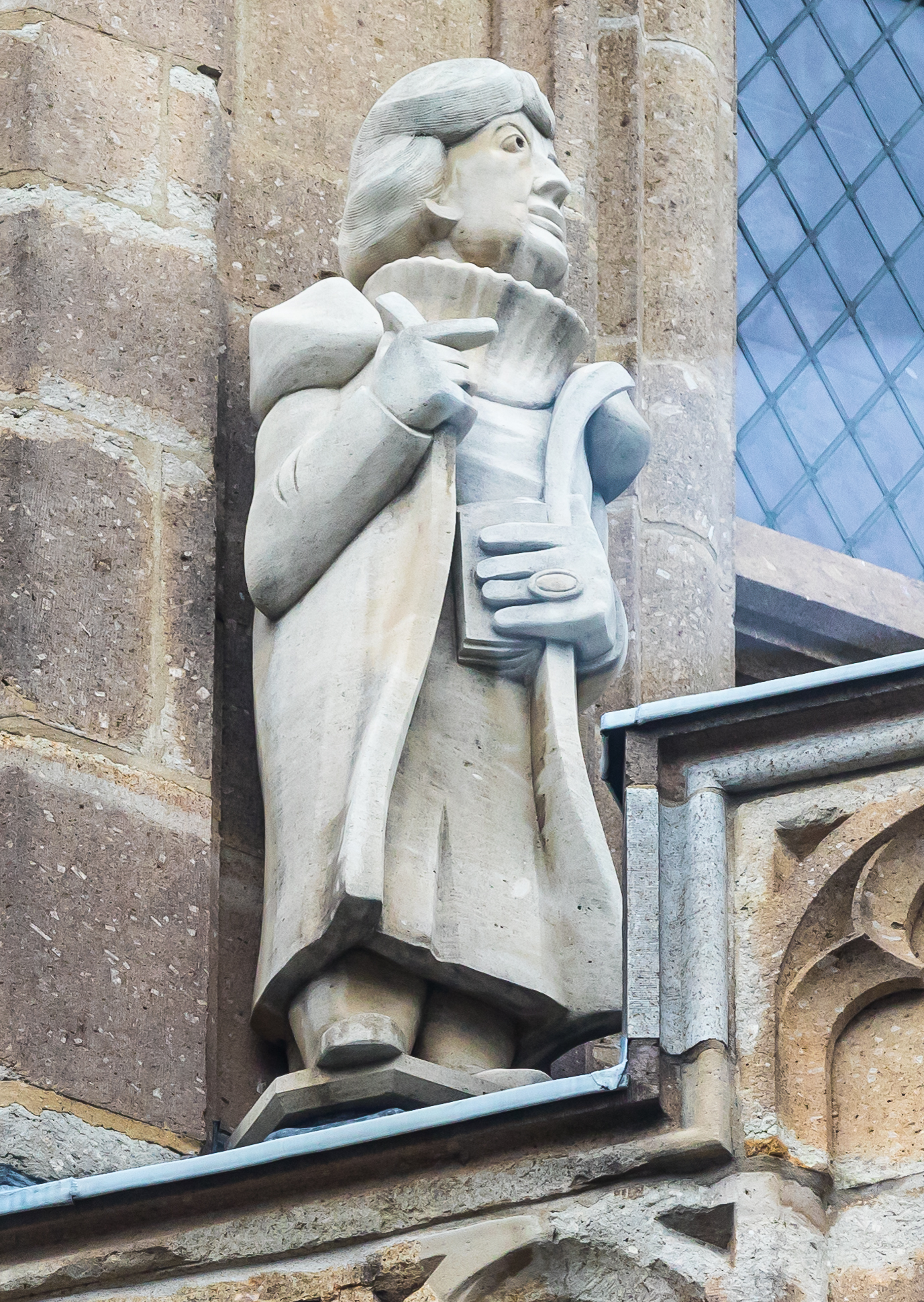
Statue der Irmgard Keun am Kölner Rathausturm von Marieluise Schmitz-Helbig

Irmgard Charlotte Keun (* 6. Februar 1905 in Charlottenburg [ab 1920 zu Berlin]; † 5. Mai 1982 in Köln) war eine deutsche Schriftstellerin.

## Leben

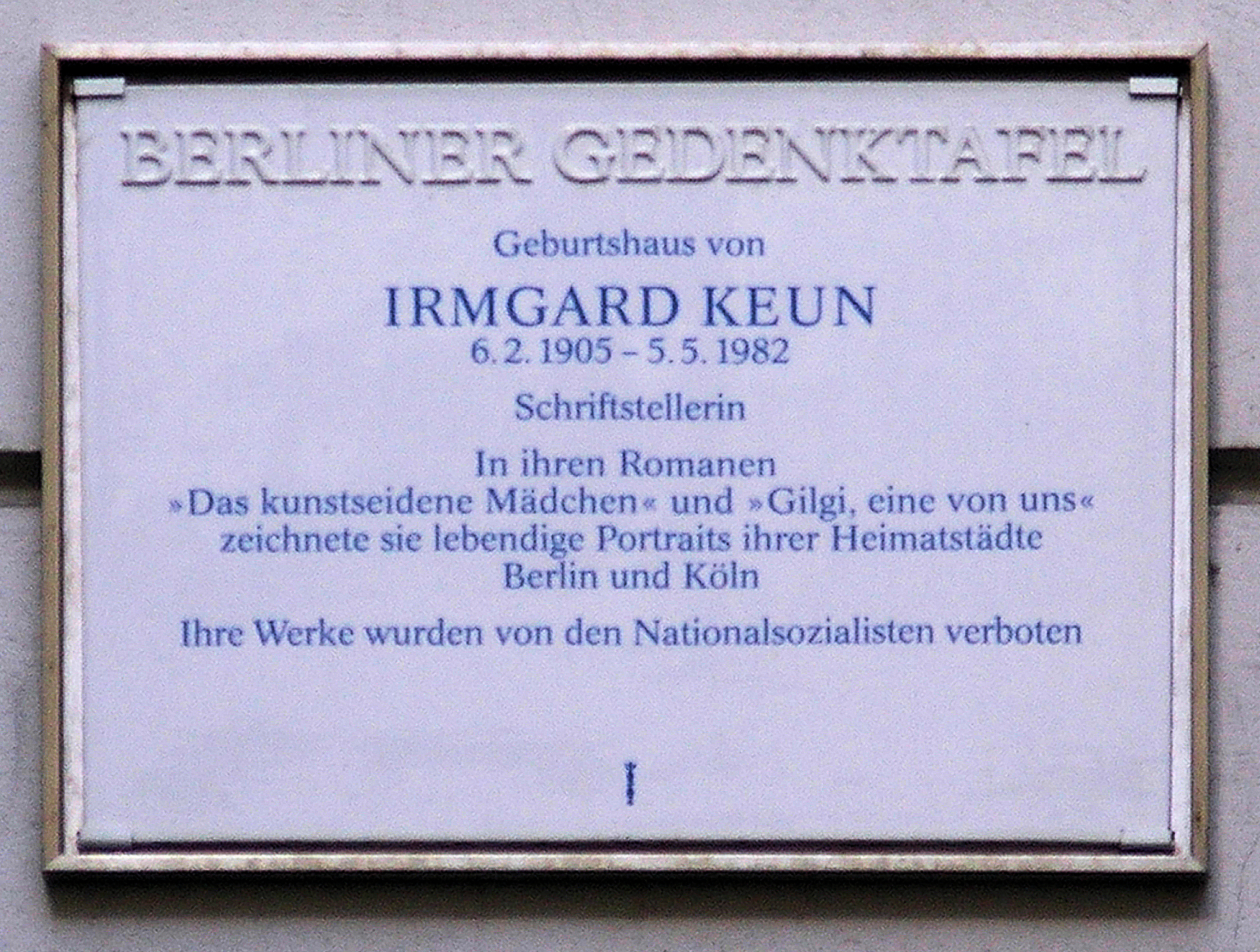
Berliner Gedenktafel an Keuns Geburtshaus in Berlin-Charlottenburg, Meinekestraße 6

Mit den Eltern, dem Kaufmann Eduard Keun und Elsa Charlotte Keun geb. Haese, und dem 1910 geborenen Bruder Gerd verbrachte Irmgard Keun ihre Kindheit zunächst in Berlin. Während der Zeit in Berlin zog die Familie mehrfach um, bis sie 1913 nach Köln übersiedelte. Keuns Vater war inzwischen zum Teilhaber und Geschäftsführer der Cölner Benzin-Raffinerie avanciert und bezog mit seiner Familie das Haus in der Eupener Straße 19 in Köln-Braunsfeld. Keun besuchte das evangelische Mädchenlyzeum Teschner und erwarb dort 1921 ihren Schulabschluss.
Danach besuchte sie zunächst eine Handelsschule im Harz, nahm anschließend Unterricht in Stenografie und Maschinenschreiben an einer Berlitz School und wurde als Stenotypistin berufstätig. Von 1925 bis 1927 besuchte sie eine Schauspielschule in Köln. Es folgten Engagements in Greifswald und am Thalia-Theater in Hamburg, allerdings mit mäßigem Erfolg.
1929 beendete Keun die Schauspielerei und begann – ermutigt von Alfred Döblin, den sie bei einer Lesung in Berlin kennengelernt hatte – eigene literarische Texte zu schreiben. Ihr erster Roman, Gilgi, eine von uns, machte sie 1931 über Nacht berühmt. Auch Das kunstseidene Mädchen (1932) wurde sofort zu einem Verkaufserfolg. Gefördert wurde sie von Döblin und Kurt Tucholsky, mit dem sich allerdings eine Kontroverse entwickelte, nachdem Plagiatsvorwürfe gegen Das kunstseidene Mädchen erhoben worden waren. Es hieß, Keun habe aus Robert Neumanns 1931 erschienenem Roman Karriere abgeschrieben. Neumann distanzierte sich 1966 von diesem Vorwurf im Nachwort zu einer Neuauflage seines Buches und machte Literaturkritiker dafür verantwortlich: „Ich hatte nie dergleichen behauptet, ich behaupte es heute nicht – ich hoffe, Frau Keun liest diese Versicherung, die ja bloß mit ein paar Jahrzehnten Verspätung kommt. Auch Frau Keun hatte mich nicht nötig.“
Am 17. Oktober 1932 heiratete Keun in Cochem den Autor und Regisseur Johannes Tralow; die Ehe wurde 1937 geschieden. In Interviews gab sie an, bereits davor einmal verheiratet gewesen zu sein. 1933/34 wurden ihre Bücher beschlagnahmt und verboten. Ihr Aufnahmeantrag in die Reichsschrifttumskammer wurde 1936 endgültig abgelehnt.
Keun ging ins Exil (1936 bis 1940), nach Ostende in Belgien, wo sie in ihrer Jugend oft mit ihren Eltern gewesen war, und dann in die Niederlande. In dieser Zeit entstanden die Romane Das Mädchen, mit dem die Kinder nicht verkehren durften (1936), Nach Mitternacht (1937), D-Zug dritter Klasse (1938) und Kind aller Länder (1938), die in deutschsprachigen Exilverlagen in den Niederlanden erschienen, in Deutschland jedoch verboten waren. Zu ihrem Freundeskreis gehörten in diesen Jahren unter anderen Egon Erwin Kisch, Hermann Kesten, Stefan Zweig, Ernst Toller, Ernst Weiß und Heinrich Mann. Von 1936 bis 1938 hatte sie eine Liebesbeziehung mit Joseph Roth, die sich anfangs positiv auf ihre literarische Tätigkeit auswirkte. Sie arbeitete gemeinsam mit Roth und unternahm mit ihm zahlreiche Reisen (nach Paris, Wilna, Lemberg, Warschau, Wien, Salzburg, Brüssel und Amsterdam). 1938 trennte sich Keun von Roth.
Nach dem Einmarsch der deutschen Wehrmacht in Belgien und die Niederlande im Mai 1940 entschloss sich Keun zur Rückkehr nach Deutschland. Ein SS-Mann in den Niederlanden half ihr bei der Herstellung falscher Papiere auf den Namen „Charlotte Tralow“. Hilfreich war auch, dass eine Falschmeldung über ihren angeblichen Selbstmord im Daily Telegraph veröffentlicht worden war.
Zurück in Deutschland lebte Keun bis 1945 in der Illegalität im Haus ihrer Eltern in Köln-Braunsfeld. Nach dem Krieg versuchte sie, verlorengegangene Kontakte wiederherzustellen, traf sich mit Döblin und begann einen jahrelangen Briefwechsel mit Hermann Kesten. Sie arbeitete als Journalistin und schrieb kleinere Texte für Hörfunk, Kabarett und Feuilletons, konnte jedoch literarisch nicht wieder Fuß fassen. Sie lebte im kriegszerstörten Köln zeitweise in ärmlichsten Verhältnissen in einem Schuppen auf einem Ruinengrundstück im Stadtteil Braunsfeld. Dort suchte sie der Intendant des Nordwestdeutschen Rundfunks, Max Burghardt, auf und versuchte, sie zu einer Zusammenarbeit zu bewegen, die sie zunächst ablehnte, dann jedoch annahm.
Ihr neuer Roman, Ferdinand, der Mann mit dem freundlichen Herzen (1950), fand wenig Beachtung in der Öffentlichkeit, auch die Bücher aus der Emigrationszeit erwiesen sich als unverkäuflich. 1951 wurde ihre Tochter Martina geboren, den Vater hielt Keun geheim. Anlässlich der Taufe des Kindes trat Keun zum Katholizismus über. Im selben Jahr erhielt sie eine Abfindung für Opfer der NS-Verfolgung in Höhe von 82.300 Mark. 1954 erschienen eine Sammlung von Kurztexten Keuns unter dem Titel Wenn wir alle gut wären und eine erweiterte Neuausgabe von Das Mädchen, mit dem die Kinder nicht verkehren durften.  Ab Mitte der 1950er Jahre bestand eine Freundschaft mit dem ebenfalls in Köln ansässigen Schriftsteller Heinrich Böll, mit dem sie gemeinsam einen fiktiven satirischen „Briefwechsel für die Nachwelt“ publizieren wollte. Das Projekt scheiterte, da sich kein Verleger dafür fand. 
Im Jahr 1956 hielt sich Keun zur Erholung in einem Sanatorium in der DDR auf. 1959 verfilmte der französische Regisseur Julien Duvivier Das kunstseidene Mädchen mit Giulietta Masina in der Titelrolle. 1962, im Todesjahr ihrer Mutter, erschien Keuns letztes Buch, ein Sammelband mit Glossen und Satiren unter dem Titel Blühende Neurosen.
Keun litt an Alkoholismus und verarmte. 1966 wurde das Elternhaus verkauft, und Keun wurde entmündigt und in die psychiatrische Abteilung des Landeskrankenhauses Bonn eingewiesen, wo sie bis 1972 blieb. Danach lebte sie zurückgezogen in Bonn-Bad Godesberg, ab 1977 in einer kleinen Wohnung im Haus Nummer 10 in der Trajanstraße in der Kölner Südstadt. 
Hermann Kesten veröffentlichte im Jahr 1973 eine gekürzte Auswahl ihrer Briefe an ihn in der Neuausgabe des Bandes Deutsche Literatur im Exil: Briefe europäischer Autoren 1933–1949. Eine Lesung in Köln und eine Reportage von Jürgen Serke in der Zeitschrift Stern sorgten dann unerwartet für eine Wiederentdeckung Keuns – insbesondere auch durch die feministische Literaturkritik. Durch Neuauflagen ihrer Werke verbesserte sich ab 1979 die finanzielle Lage der Autorin. Erneut erschienen ihre Romane und einige Erzählungen, Gedichte und Feuilletons, und Keun trat nun wieder in Lesungen und Interviews öffentlich in Erscheinung. 1981 wurde sie mit dem Marieluise-Fleißer-Preis der Stadt Ingolstadt ausgezeichnet, Wolf Gremm verfilmte ihren Roman Nach Mitternacht mit einem kurzen Auftritt Keuns. 1982 starb Keun an Lungenkrebs und wurde auf dem Kölner Melaten-Friedhof beigesetzt.
Irmgard Keun machte wiederholt falsche Angaben zu ihrer Biografie. Als ihr erster Roman Gilgi erschien, machte sie sich fünf Jahre jünger, um so alt zu sein wie ihre Protagonistin. Der Kreis der Selbstinszenierungen schließt sich mit ihrem letzten Projekt: Nach dem wiedererwachten öffentlichen Interesse kündigte sie immer wieder ihre Autobiografie Kein Anschluss unter dieser Nummer an. In ihrem Nachlass fand sich davon aber keine Zeile. Die Keun-Biografin Hiltrud Häntzschel schrieb dazu: „Irmgard Keun hatte zur Wahrheit ihrer Lebensumstände ein ganz spezielles Verhältnis: mal aufrichtig, mal leichtsinnig, mal erfinderisch aus Sehnsucht nach Erfolg, mal phantasievoll aus Lust, unehrlich aus Not, mal verschwiegen aus Schonung.“
In memoriam gaben Gabriele Kreis und Marjory S. Strauss 1988 eine Auswahl von Keuns Briefen an Arnold Strauss heraus; der Titel des Buches lautete Ich lebe in einem wilden Wirbel. Keuns Bestseller Das kunstseidene Mädchen war 2003 das erste Werk, das im Mittelpunkt der vom Literaturhaus Köln und der Tageszeitung Kölner Stadt-Anzeiger initiierten und seither jährlich in Köln stattfindenden Aktion Ein Buch für die Stadt stand. Eine erste Werkausgabe Keuns von der Deutschen Akademie für Sprache und Dichtung erschien 2017, herausgegeben von Heinrich Detering und Beate Kennedy. 2018 erinnerte Hilmar Klute in seinem Roman Was dann nachher so schön fliegt an Irmgard Keun. Auf die Frage des Erzählers, welcher Schriftsteller ihn am meisten beeindruckt habe, nennt Hugo Ernst Käufer Keun. 2021 wurde eine Auswahl aus Keuns zwischen 1935 und 1948 entstandenen Briefen, u. a. an Johannes Tralow, unter dem Titel Man lebt von einem Tag zum anderen veröffentlicht, herausgegeben von Michael Bienert. Im Januar 2023 wurde schließlich am Düsseldorfer Schauspielhaus unter der Regie von Mina Salehpour das Theaterstück Die fünf Leben der Irmgard Keun von Lutz Hübner und Sarah Nemitz uraufgeführt. Darin werden u. a. Keuns Zeit in Ostende, ihre Beziehung zu Arnold Strauss und ihr Aufenthalt in der Psychiatrie des Landeskrankenhauses Bonn behandelt.

## Werk
Irmgard Keuns Schriftstellerkarriere begann mit Romanen, die satirisch und gesellschaftskritisch das Leben junger Frauen in der Endphase der Weimarer Republik schildern. Im Mittelpunkt steht ihr Bemühen um Selbstständigkeit, die Notwendigkeit, für sich selbst zu sorgen, sich nicht unterkriegen zu lassen, sondern zu überleben. Keuns Heldinnen geben sich selbstbewusst, sind schlagfertig, haben Realitätssinn und den Anspruch auf ein glückliches Leben. Was fehlt, ist neben der ökonomischen auch die emotionale Eigenständigkeit. Sie bleiben abhängig von dem Geld und der Zuwendung von Männern. Irmgard Keun wurde zu einer wichtigen Vertreterin der „Neuen Sachlichkeit“. Mit ihrem assoziativen, witzig-aggressiven Stil orientierte sie sich an der gesprochenen Sprache und am Vorbild des Kinos: „Aber ich will schreiben wie Film, denn so ist mein Leben und wird es noch mehr sein“, heißt es im Kunstseidenen Mädchen.
Tucholsky notierte 1932 nach dem Erscheinen von Gilgi, eine von uns über Irmgard Keun: „Eine schreibende Frau mit Humor, sieh mal an!“ Er lobte Keuns „beste Kleinmädchen-Ironie“ und meinte: „Hier ist ein Talent […] aus dieser Frau kann einmal etwas werden.“
Die Bestsellerauflagen, der naive Charme der Frauenfiguren und das von der Autorin gepflegte Image der frischen und frechen jungen Frau, die „eine von uns“ ist, ließen Keuns Bücher als reine Unterhaltung erscheinen. Erst spät wurde von der Kritik die literarische Bedeutung erkannt. Zu ihrem 100. Geburtstag hieß es in der Frankfurter Allgemeinen Zeitung: „Was die Keun aus der schon nicht mehr ganz Neuen Sachlichkeit machte, das war eine artistische Popliteratur: eine rasante Melange aus Schlager und Schreibmaschine, aus innerem Monolog, zarten Lyrismen und genau gehörter Umgangssprache, aus Werbeplakaten und Revuenummern.“
Nach der Machtergreifung durch die Nationalsozialisten standen Gilgi und Das kunstseidene Mädchen als „Asphaltliteratur mit antideutscher Tendenz“ auf der Schwarzen Liste. In ihren späteren Werken setzte sich Keun mit dem Nationalsozialismus und dem Leben im Exil auseinander, vor allem in dem Roman Nach Mitternacht. Sie beschreibt darin den Alltag in Nazi-Deutschland und zeichnet ein pessimistisches Bild von der Vergeblichkeit des Widerstands des Einzelnen gegen die Diktatur.

## Auszeichnung
- Marieluise-Fleißer-Preis der Stadt Ingolstadt (1981)

## Bibliografie
- Gilgi, eine von uns. Roman. 1931.
- Das kunstseidene Mädchen . Roman. Universitas, Berlin 1932.
  - viele Neuauflagen, zuerst Droste, Düsseldorf 1951; Taschenbuch Ullstein, 2017, ISBN 978-3-548-28876-5.
- Das Mädchen, mit dem die Kinder nicht verkehren durften. Roman. Allert de Lange Verlag, Amsterdam 1936.
  - zahlreiche Neuauflagen, zuerst Komet, Düsseldorf 1949, u. a. Claassen, Düsseldorf 1980, ISBN 3-546-45373-5.
- Nach Mitternacht. Roman. Querido Verlag, Amsterdam 1937. 
  - Neuauflagen: DDR: Verlag der Nation, Berlin[-Ost] 1956; Bundesrepublik: Fackelträger Verlag Schmidt-Küster, Hannover 1961; Büchergilde Gutenberg, Frankfurt/Main 1980, ISBN 3-7632-4747-5.
- D-Zug dritter Klasse. Roman. Querido Verlag, Amsterdam 1938. 
  - Neuauflagen: Claassen Verlag, Düsseldorf 1983 und: Gustav Lübbe, Bergisch Gladbach 1984, ISBN 3-404-10357-2.
- Kind aller Länder. Roman. Querido Verlag, Amsterdam 1938. 
  - häufige Neuauflagen: zuerst Droste, Düsseldorf 1951; Classen Verlag, Berlin 2023, ISBN 978-3-546-10086-1.
- Bilder und Gedichte aus der Emigration. Epoche, Köln 1947, DNB 452392500.
- Nur noch Frauen … Erzählung. 1949. 
  - Neuauflagen: Wenn wir alle gut wären (= Bastei-Lübbe-Taschenbuch. Band 10537). Hrsg. und mit einem Nachwort von Wilhelm Unger. Bastei Lübbe, Bergisch Gladbach 1985, ISBN 3-404-10537-0; Nachdruck von: Kiepenheuer & Witsch, Köln 1983, ISBN 3-462-01548-6 (Satiren, Autobiographisches, Szenen und Betrachtungen aus der Nachkriegszeit).
- Ferdinand, der Mann mit dem freundlichen Herzen. Roman. 1950.
- Scherz-Artikel. Schleicher & Schüll, Einbeck/Han. 1951, OCLC 1040296451 (33 S.).
- Wenn wir alle gut wären. Kleine Begebenheiten, Erinnerungen und Geschichten. Progress-Verlag Johann Fladung, Düsseldorf 1954; Lizenzausgabe: Verlag der Nation, Berlin[-Ost] 1956, DNB 574296182.
- Blühende Neurosen. Flimmerkisten-Blüten. Droste, Düsseldorf 1962, DNB 452392683.

Werkausgabe
- Irmgard Keun. Das Werk. 3 Bände. Hrsg. i. A. der Deutschen Akademie für Sprache und Dichtung und der Wüstenrot Stiftung von Heinrich Detering und Beate Kennedy. Mit einem Essay von Ursula Krechel. Wallstein, Göttingen 2017, ISBN 978-3-8353-1781-9.

Briefe
- Ich lebe in einem wilden Wirbel. Briefe an Arnold Strauss, 1933–1947. Hrsg. von Gabriele Kreis und Marjory S. Strauss. Claassen, Düsseldorf 1988, ISBN 3-546-45384-0 (eingeschränkte Vorschau in der Google-Buchsuche).
- Man lebt von einem Tag zum andern. Briefe 1935–1948. Hrsg. von Michael Bienert. Quintus, Berlin 2021, ISBN 978-3-96982-000-1.

## Adaptionen

### Bühnenfassungen
- Das kunstseidene Mädchen. Buch: Gottfried Greiffenhagen. Regie: Volker Kühn, Darstellerin: Katherina Lange. Renaissance-Theater Berlin, seit 2003.
- Das kunstseidene Mädchen. Bühnenfassung von Gottfried Greiffenhagen. Inszenierung von Tobias Materna am Theater Bonn. Mit Birte Schrein in der Hauptrolle. Premiere: 19. Oktober 2002. Wiederaufnahme am 3. September 2005.
- Das kunstseidene Mädchen. Monolog mit Pauline Kästner am Düsseldorfer Schauspielhaus. Premiere: 14. Januar 2023.[16]
- Nach Mitternacht. Buch: Yaak Karsunke für die Städtischen Bühnen Osnabrück, 1982.
- Nach Mitternacht. Buch: Yaak Karsunke. Regie: Goswin Moniac, Darsteller: Monika Müller, Jörg Schröder, Frankfurt 1988.
- Ein Engel in Berlin. Buch: Sandra Jankowski, Frank Klaffke. Ein Theaterstück nach Motiven von Irmgard Keun, inszeniert am Theater Sturmvogel, Reutlingen.
- Gilgi – Eine von uns. Buch und Regie: Dania Hohmann mit Anneke Schwabe in der Hauptrolle, St. Pauli-Theater, 2009.
- Das kunstseidene Mädchen. Chanson-Musical mit Musik von Rainer Bielfeldt, Buch von Carsten Golbeck. Uraufführung am 9. Dezember 2014 im Renaissance-Theater Berlin.[17]

### Verfilmungen
- Eine von uns. Regie: Johannes Meyer, Drehbuch: Irma von Cube, Darsteller: Brigitte Helm, Gustav Dießl, Ernst Busch. Paramount, Paris 1932.
- Das kunstseidene Mädchen. Regie: Julien Duvivier, Drehbuch: Robert Adolf Stemmle, René Barjavel, Julien Duvivier, Darsteller: Giulietta Masina, Gert Fröbe, Gustav Knuth, Ingrid van Bergen. Berlin 1959.
- Nach Mitternacht. Regie: Wolf Gremm, Drehbuch: Wolf Gremm und Annette Regnier, Darsteller: Désirée Nosbusch, Wolfgang Jörg, Nicole Heesters, Hermann Lause und Irmgard Keun selbst. Berlin 1981.

### Hörspiele
- 1975: Das kunstseidene Mädchen. – Regie: Wolfgang Brunecker (Hörspiel – Rundfunk der DDR)
- 1997: Gilgi, eine von uns. – Regie: Barbara Plensat (Hörspiel – NDR)
- 2018: Nach Mitternacht. – Regie: Barbara Meerkötter (Hörspiel – Der Audio Verlag, Berlin ISBN 978-3-7424-0189-2, 96 Min.)